# Serge Ibaka
Serge Jonas Ibaka Ngobila (Brazzaville, Republika Kongo, 18. rujna 1989.) španjolski je profesionalni košarkaš kongoanskog podrijetla. Igra na poziciji krilnog centra, a trenutačno je član NBA momčadi Toronto Raptors. Oklahoma Thunder izabrao ga je u 1. krugu (24. ukupno) NBA drafta 2008. Seattle SuperSonicsi. 
Poznat je kao Air Congo, Serge Protector i Iblocka. Jedan je od najboljih krilnih centara i blokera u NBA.

## Rani život
Ibaka je rođen u Kongu. I otac i majka su mu bili košarkaši. Otac je igrao za Kongo, a majka za DR Kongo. Počeo je igrati košarku kao veoma mlad, a njegov prvi klub je Avenir du Rail. Iskoristio je sport kako bi otišao iz Konga. Njegova majka je prerano umrla, a otac je bio zatvoren tijekom Drugog kongoanskog rata. 
Ibaka je kao tinejdžer u Španjolskoj igrao u nekoliko juniorskih klubova, ponajviše u CB L'Hospitaletu s kojim je osvojio i nekoliko turnira.

## NBA

### Draft
Izabran je u 1.krugu NBA draft 2008. (24.ukupno) od strane Seattlea. Bio je prvi košarkaš iz Republike Kongo koji je bio izabran na draftu, ali Oklahoma (Thunderi su samo 6 dana posle drafta naslijedili Sonicse) odlučuje da ga pošalje u Europu. Potpisuje trogodišnji ugovor sa španjolskom Ricoh Manresom uz to da se može vratiti u NBA posle svake sezone. U Španjolskoj prosječno bilježi 7.1 poen, 4.5 skokova i 1 blok u 16 minuta.
U sprnju 2009. Ibaka se vraća u Ameriku i potpisuje dvogodišnji ugovor. Ibaka nije znao engleski tijekom dolaska u Oklahomu, a mnogo mu je značio suigrač Moses Ehambe koji mu je sve prevodio. Nakon Ljetnje lige odlučuje da nauči engleski što mu i uspjeva. Trenutno zna: lingalu, francuski, engleski, katalonski i španjolski jezik.

## Vanjske poveznice
- Draft profil na NBAdraft.net
- Draft profil  Arhivirana inačica izvorne stranice od 5. srpnja 2009. (Wayback Machine) na draftexpress.com